# Four Seasons Centre
Four Seasons Centre — оперный театр в Торонто (провинция Онтарио, Канада), основная сценическая площадка Канадской оперы и Национального балета Канады. Открыт в 2006 году.

## История
В 1983 году директор труппы Канадской оперы Лотфи Мансури впервые выдвинул идею о строительстве нового театра оперы и балета в Торонто, который должен был заменить в качестве основной сценической площадки страны Центр исполнительского искусства О’Кифа, плохо подходящий для этой цели. Первоначальный план, рассчитанный на постройку стоимостью в 320 миллионов долларов, был отклонен из-за нехватки средств, но в 2003 году архитекторская контора Diamond and Schmitt (Торонто) начала строительство по новому проекту на участке, подаренном мэрией Торонто. Стоимость участка составляла 31 миллион долларов; ещё 25 миллионов выделило федеральное правительство Канады, ещё 35 миллионов пожертвовали три крупные корпорации, в том числе 20 миллионов были получены от сети отелей и курортов Four Seasons, в честь которой был назван новый центр. Оставшаяся часть бюджета, составившего 186 миллионов, была дополнена за счет более мелких пожертвований. Центр открылся 14 июня 2006 года, в гала-концерте в честь открытия участвовали ведущие канадские исполнители Бен Хеппнер, Адрианна Печонка, Джеральд Финли и Бретт Полегато, а также оркестр и хор Канадской оперы под управлением Ричарда Брэдшо. Первый сезон Канадской оперы в новом помещении открылся в сентябре того же года циклом «Кольцо нибелунга» Вагнера. За первые два сезона на спектаклях Канадской оперы в новом центре побывали 135 тысяч слушателей.

## Конструкция
Основной зал комплекса, зал Р. Фрейзера Эллиотта, рассчитан на 2071 зрительское место (923 в партере, остальные на более высоких ярусах). Зал совмещает интерьер, напоминающий европейские оперные театры (подковообразная форма, как в мюнхенском Национальтеатре, четыре ряда неглубоких балконов, выпуклый потолок) с современными средствами звукоизоляции, создающими совершенный акустический эффект. Оркестровая яма вмещает до 110 музыкантов, что накладывает определённые ограничения на репертуар.
Камерные концерты и лекции проходят в рассчитанном на 100 зрительских мест Амфитеатре Ричарда Брэдшо.

## Награды
- 2007 — приз за лучший дизайн, Ассоциация архитекторов Онтарио
- 2007 — журнал Building (Великобритания), приз за новаторский архитектурный дизайн «Outside the Box»
- 2007 — Общество световой инженерии Северной Америки, приз за дизайн освещения
- 2008 — Музей «Атенеум» (Чикаго, США), Международная архитектурная премия[англ.][2]